# Autoeuropa
L'Autoeuropa Automóveis, Lda. è un impianto di assemblaggio automobilistico, che si trova nella città di Palmela, nei pressi di Lisbona, in Portogallo. Fondata nel 1991, ha iniziato ad operare nel 1995. Originariamente nata tra una joint venture tra Ford Europa e il Gruppo Volkswagen, attualmente è completamente di proprietà della Volkswagen.

## Fondazione e storia

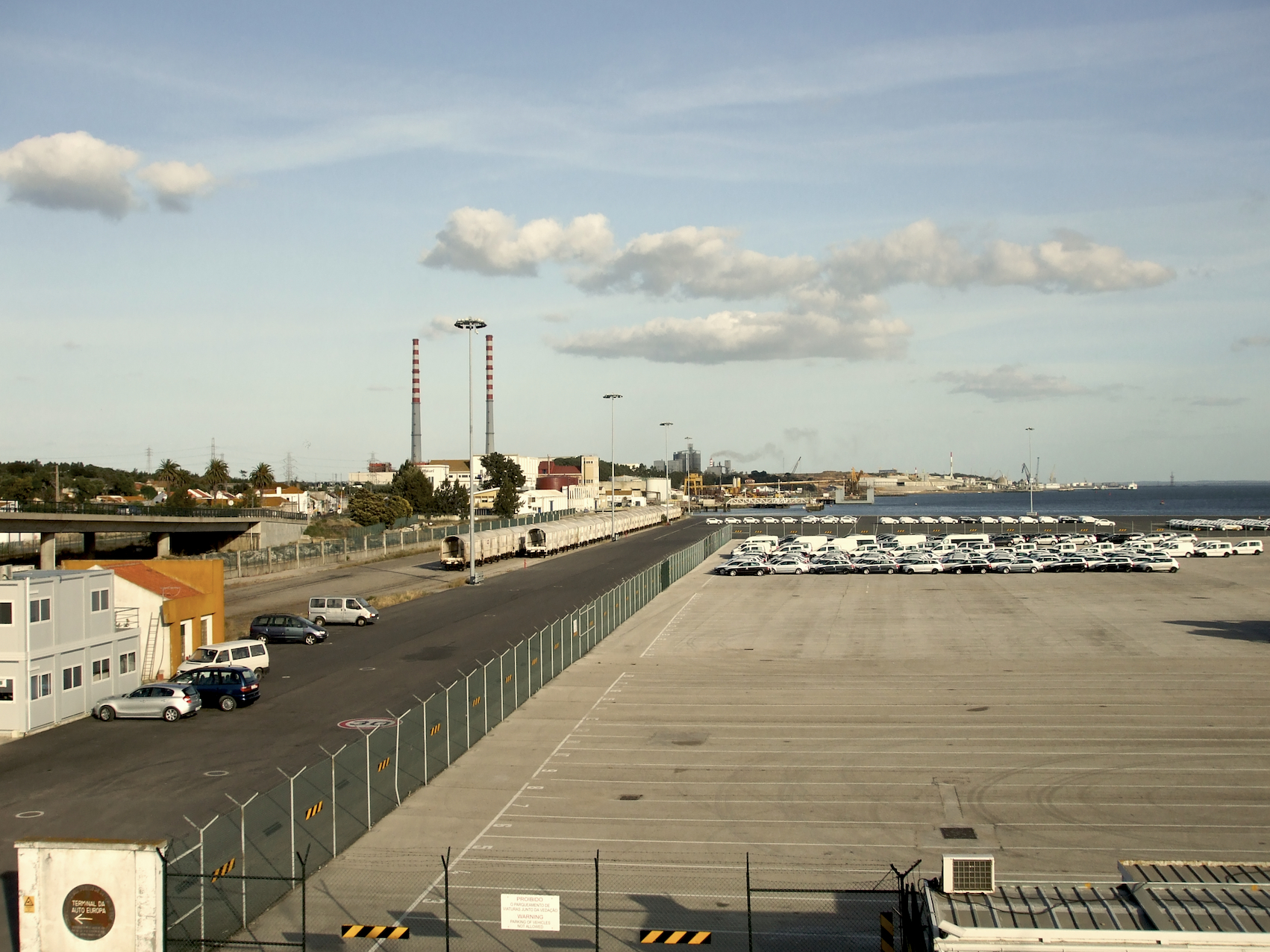
Vista del complesso industriale dello stabilimento Autoeuropa

Dopo la firma di un accordo e una joint venture tra il Gruppo Volkswagen e quello Ford nel luglio 1991, la fabbrica fu edificata su 2 milioni di metri quadri ed è stata costruita in quattro anni, tra cui è compresa fuori dal complesso una piccola area industriale circostante dedicata, in cui si trovano i principali fornitori di componentistica per costruire le vetture.
Fondata come una joint venture con partecipazione paritaria a 50/50 tra i due marchi, il suo scopo iniziale era quello di assemblare un modello MPV in comune, progettato e venduto con tre marchi diversi: la Volkswagen Sharan, la Seat Alhambra e la Ford Galaxy.
Tuttavia, quando Ford ha lasciato la joint venture e i modelli si avvicinavano a fine carriera, la Volkswagen ha preso completo possesso della produzione e della fabbrica stessa.
Sotto l'egida del gruppo tedesco, Autoeuropa ha iniziato la produzione della nuova Volkswagen Eos dalla fine del 2005, poi terminata nel 2015 con l'uscita dai listini della stessa. Nel 2008, lo stabilimento ha iniziato la produzione della terza generazione della Volkswagen Scirocco, e impiega attualmente circa 3.000 dipendenti. Dal 2010 vi vengono prodotte le nuove generazioni, rispettivamente la seconda serie della Sharan e la terza serie della Alhambra. 

## Automobili prodotte

### Auto in produzione
| Foto | Marca      | Modello | Inizio produzione |
| ---- | ---------- | ------- | ----------------- |
|      | Volkswagen | T-Roc   | 2017              |

### Auto fuori produzione
| Foto | Marca      | Modello      | Inizio produzione | Fine produzione |
| ---- | ---------- | ------------ | ----------------- | --------------- |
|      | Ford       | Galaxy I     | 1995              | 2006            |
|      | Volkswagen | Sharan I     | 1995              | 2010            |
|      | SEAT       | Alhambra I   | 1996              | 2010            |
|      | Volkswagen | Eos          | 2005              | 2015            |
|      | Volkswagen | Scirocco III | 2008              | 2017            |
|      | Volkswagen | Sharan II    | 2010              | 2020            |
|      | SEAT       | Alhambra II  | 2010              | 2020            |